# Travis Kvapil
Travis Kvapil, född den 1 mars 1976 i Janesville, Wisconsin, USA, är en amerikansk racerförare.

## Racingkarriär
Kvapil gjorde sin debut i Nascar i Craftsman Truck Series säsongen 2001 i supportracet till Daytona 500. Han vann senare samma år sitt första race. Den kom på Texas Motor Speedway, och fljdes av ett antal jämna och bra resultat, vilket i slutändan ledde till en fjärdeplats i mästerskapets slutställning. Säsongen 2002 var inte lika framgångsrik som debutåret, men Kvapil lyckades vinna på Memphis Motorsports Park och bli nia i mästerskapet. Han gjorde därefter en oerhört jämn säsong 2003, och trots att han ännu en gång vann ett race på hela säsongen, lyckades han bli mästare. Han fick göra sin debut i Nextel Cup säsongen 2004, och lyckades som bäst under de kommande åren komma på 23:e plats, vilket var säsongen 2008 för Yates Racing. Kvapil gjorde även en framgångsrik helsäsong i Craftsman Trucks 2007, då han vann fyra tävlingar, men klarade inte av att sluta bättre än sexa totalt.